# 约翰·威尔逊·刘易斯
约翰·威尔逊·刘易斯（John Wilson Lewis，1930年11月16日—2017年9月4日）是美国政治学家和中国问题专家，帮助推动了美国与中国进行乒乓外交，还通过向朝鲜提供抗生素，拉起了竹幕。并自称是第一位公开反对越南战争的中国问题专家。

## 生平
刘易斯1930年11月16日出生于美国西雅图，原名阿尔伯特·刘易斯·塞曼(Albert Lewis Seeman)。父亲是华盛顿大学教授。父亲死后，跟随母姓。1945年在签署《联合国宪章》的旧金山会议上担任青年助理。后在深泉学院获得副学士学位，从加利福尼亚大学洛杉矶分校毕业，先后获得学士、硕士和博士学位。朝鲜战争后加入预备役并加入海军。
在康奈尔大学任教七年后，1968年受聘于斯坦福大学并一直到1997年以荣誉教授退休。在斯坦福大学他创立了东北亚-美国国际政策论坛（现名为瓦尔特·H·肖伦斯坦亚太研究中心），还和物理学家西德尼·德雷尔一起创立了国际安全与军备控制中心国际安全与合作中心（现名国际安全与合作中心）。
1970年代在美国国防部和参议院情报特别委员会担任顾问，多次出访中国。还曾担任美中关系全国委员会副会长，帮助安排了中美两国乒乓球队在1970年代的几场比赛。1980年代多次访问朝鲜。成为了美国与中国和朝鲜的非官方外交沟通渠道。

## 著作
- 《美国在越南》(The United States in Vietnam)，与乔治·麦特尔南·卡辛合著
- 《共产中国的领导阶层》(Leadership in Communist China)，1963年出版
- 《中国核弹揭秘》(China Builds the Bomb)，1991年出版，与薛理泰合著 ISBN 978-0804718417

## 家庭
刘易斯结过一次婚，有两个女儿和一个儿子。